# Capela do Senhor do Calvário
A Capela do Senhor do Calvário localiza-se na povoação e freguesia de Arada, Município de Ovar, distrito de Aveiro, em Portugal.

## História
Foi concluída em 1918, conforme inscrição epigráfica sobre a sua portada. Posteriormente foi-lhe incorporada a torre sineira.

## Características
De pequenas dimensões, a sua torre sineira está disposta ao centro da fachada principal e saliente.
Em seu interior destacam-se, no altar-mor, a escultura em madeira de um Cristo crucificado, e, sobre o sacrário, também em madeira, a de um cordeiro, deitado. A par destas, existem as imagens de Nossa Senhora das Dores, São João Evangelista, São João de Brito, São Miguel Arcanjo, Nossa Senhora do Parto, do Menino Jesus, de São Lázaro, São Francisco Xavier e de Nossa Senhora de Fátima.
Na sacristia, destaca-se a presença de quatro quadros de origem e periodicidade desconhecida.